# Haik
Haik (en armeni Հայկ) és el llegendari patriarca fundador del poble d'Armènia. Els armenis s'anomenen haiks i els suposats descendents del patriarca (algunes dinasties de prínceps armènies reclamaven aquest origen, com ara els Khorkhoruní, els Beznuní, els Slkuni, els Vahevuní, els Manavazian i d'altres) són la dinastia dels hàikides. La seva història es narra a la Història atribuïda a Moisès de Khorèn, historiador i poeta que podria haver viscut al segle segle v o al segle vii).
Segons diu Moisès de Khorèn, Haik seria un gegant descendent de Noè, que va lluitar contra Bel, un gegant de Babilònia, al que va vèncer, i això li va permetre de donar un territori al seu poble. Els armenis el consideraven el fundador del seu país, i anomenaven Armènia Haikastan o terra d'Haik.
Alguns historiadors pensen que Haik va ser un personatge real que va viure cap al tercer mil·lenni aC, però d'altres creuen que és una figura mítica que representa el fundador, com a Roma la llegenda de Ròmul i Rem. A la traducció armènia de la Bíblia, Haik s'identifica amb Orió.
Moisès de Khorèn diu:
| «                                                | Haik va construir una ciutat al peu de la muntanya a la qual va posar el nom d'Haikašen (la casa d'Haik) al mig d'una gran plana. La gent que l'habitava es va sotmetre al nou heroi | » |
| — Moisès de Khorèn. Història d'Armènia, I, 10-12 | |   |